# Dióxido de rutenio
El dióxido de rutenio (RuO2), también conocido como óxido de rutenio(IV),  es un compuesto conformado químicamente por el  negro de rutenio (metal raro) y oxígeno. Es utilizado como catalizador en varias aplicaciones industriales, y como electrodo en procesos electroquímicos. Se trata de una sustancia altamente reactiva en presencia de agentes reductores, debido a sus propiedades oxidantes.

## Estructura y propiedades físicas

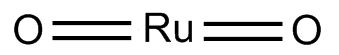
Fórmula estructural del dióxido de rutenio

El óxido de rutenio(IV) adopta la estructura del cristal de rutilo, similar al dióxido de titanio y varios otros óxidos metálicos. Debido a su estructura, el dióxido de rutenio forma hidratos fácilmente. 
Se trata de una sustancia cristalina, en forma de  sólido púrpura a temperatura ambiente, mientras que los hidratos de RuO2 tienen un color azulado.
El óxido de rutenio tiene gran capacidad para almacenar carga cuando se utiliza en soluciones acuosas. El promedio de las capacidades de rutenio(IV) en forma de óxido han alcanzado 650 F/g cuando se encuentra en solución de H2SO4 a temperaturas inferiores a 200 °C.

## Preparación
Hay varias maneras de preparar este óxido. Los siguientes procedimientos descritos a continuación son para la obtención de RuO2 en forma de películas. 
- Deposición de vapor químico de RuO2 a partir de compuestos de rutenio volátiles adecuados.[5]

- Pirólisis, o calentamiento de haluros de rutenio, depositados en el sustrato por pulverización sobre el mismo, calentado en una solución del haluro. El más comúnmente utilizado es cloruro de rutenio (III) para formar RuO2. Esta técnica ha sido desarrollada por Schafer para la preparación de cristales individuales de RuO2 en forma estequiométrica.[6]

Ambos procesos siguen el mismo mecanismo de reacción:
Ru +(IV) + O2 + (calor) → RuO2
Los destellos de calor hasta 1500 °C de temperatura permiten eliminar todos los óxidos y contaminantes, y formar una nueva capa de óxido sobre el rutenio.
- Otra manera de preparar RuO2 es a través de galvanoplastia. Las películas pueden ser el resultante del electrochapado de una solución de RuCl3.xH2O. El platino es utilizado como el electrodo contador y la plata (Ag/AgCl) como electrodo de referencia.

## Usos
Se utiliza ampliamente para el recubrimiento de ánodos de titanio en la producción electrolítica de cloro, y para la preparación de resistencias o circuitos integrados.
El rutenio(IV) es un catalizador de óxido versátil y agente dopante. El sulfuro de hidrógeno se puede dividir por la luz mediante el uso de un fotocatalizador de sulfuro de cadmio con partículas dopadas de rutenio(IV).  Esto puede ser útil en la eliminación de sulfuro de hidrógeno en las refinerías de petróleo y en otros procesos industriales. El hidrógeno producido se podría utilizar para sintetizar amoniaco y metanol.